# Абомс, Андрис Робертович
А́ндрис Ро́бертович А́бомс (латыш. Andris Aboms) — тракторист колхоза «Пенкуле» Добельского района Латвийской ССР, Герой Социалистического Труда (1973). Депутат Верховного Совета Латвийской ССР 9-го — 11-го созывов (1975—1990), Заслуженный наставник работающей молодёжи Латвийской ССР.

## Биография
Родился 6 января 1938 года в Латвии. Латыш. Получил неполное среднее образование. Работать в колхозе начал в 15-летнем возрасте, с 1953 года.
Окончил курсы трактористов, после чего с 1958 года работал в колхозе «Пекуле» Добельского района Латвийской ССР. Член КПСС с 1970 года. Трудовые достижения А. Р. Абомса в период выполнения восьмого пятилетнего плана развития народного хозяйства СССР получили высокую профессиональную оценку. 8 апреля 1971 года награждён орденом Ленина.
Указом Президиума Верховного Совета СССР от 12 декабря 1973 года за большие успехи, достигнутые во Всесоюзном социалистическом соревновании, и проявленную трудовую доблесть в выполнении принятых обязательств по увеличению производства и продажи государству зерна, картофеля, сахарной свёклы и других продуктов земледелия в 1973 году Абомсу Андрису Робертовичу присвоено звание Героя Социалистического Труда со вручением ордена Ленина и золотой медали «Серп и Молот».
Избирался кандидатом в члены ЦК КП Латвии.
15 июня 1975 года избран депутатом Верховного Совета Латвийской ССР от Бенского избирательного округа Добельского района. Входил в состав 9, 10 и 11 депутатских созывов.
Проживал в Добельском районе.
Умер в 1992 году.

## Награды и почётные звания
- 2 ордена Ленина (8 апреля 1971; 12 декабря 1973).
- Медаль «Серп и Молот» (12 декабря 1973).
- Медаль «За трудовое отличие» (23 июня 1966).
- Грамота Президиума Верховного Совета СССР (12 декабря 1973).
- Заслуженный наставник работающей молодёжи Латвийской ССР.